# Hans Joachim von Hagen
Hans Joachim von Hagen (* 1646 in Stettin; † 6. April 1701) war ein preußischer Generalmajor und Kommandant von Oderberg und Löcknitz.

## Leben

### Herkunft
Hans Joachim war der Sohn von Tido Christoph von Hagen (1618–1660), Herr auf Naulin sowie schwedischer und kurbrandenburgischer Fähnrich, und dessen Ehefrau Agnes, geborene von Eickstedt aus dem Hause Coblentz († 1663). Sein Bruder Philipp Siegmund war Generalleutnant sowie Gouverneur von Geldern.

### Militärkarriere
Hagen besuchte von 1657 bis 1659 die Universität Jena und anschließend bis 1662 die Brandenburgische Universität Frankfurt. 1664 trat er als Musketier in kurbrandenburgische Dienste und wurde zwei Jahre später Leutnant. Als Kapitän nahm Hagen 1672/79 am Feldzug gegen Frankreich und Schweden teil. 1683 wurde er Oberstleutnant im Regiment „Kurprinz zu Pferd“. Mit seiner Beförderung zum Oberst am 2. Januar 1687 ernannte man ihn auch zum Regimentskommandeur. Am 28. September 1692 setzte ihn der Kurfürst als Kommandant von Oderberg und Löcknitz ein und beförderte Hagen in dieser Stellung am 27. Juni 1696 zum Generalmajor.
Er war Erbherr auf Naulin (ihm gehörte Naulin (a)), Pitzerwitz und Paetzig.

### Familie
Hagen war seit 1675 mit Anna Ursula von Ketelhack aus dem Hause Strehlow in der Uckermark verheiratet. Das Paar hatte folgende Kinder:
- Anna Sophie (1680–1745) ⚭ Friedrich Wilhelm von Versen (1665–1715), Eltern von Otto Kasimir von Versen
- Antonie (Catharina) Luise (1681–1740) ⚭ Bernd Christoph von Küssow (1667–1744)
- Barbara Juliana ⚭ Daniel Friedrich von Sydow (1675–1727), Sohn von Adam Wilhelm von Sydow
- Katharina Luise ⚭ Johann (Berend) Christoph von Küssow (1667–1744)[2]